# 妙高山
妙高山（みょうこうさん）是一座跨越新潟縣西南部妙高市的一座標高2,454公尺的複式火山。是日本百名山之一。又有越後富士（えちごふじ）的別稱。頸城三山之一，亦是北信五岳之一。本來其標高估計在2,800 - 2,900公尺左右，但在約19000年前的大噴發中山體被破壞，形成了一個破火山口。

## 图片集

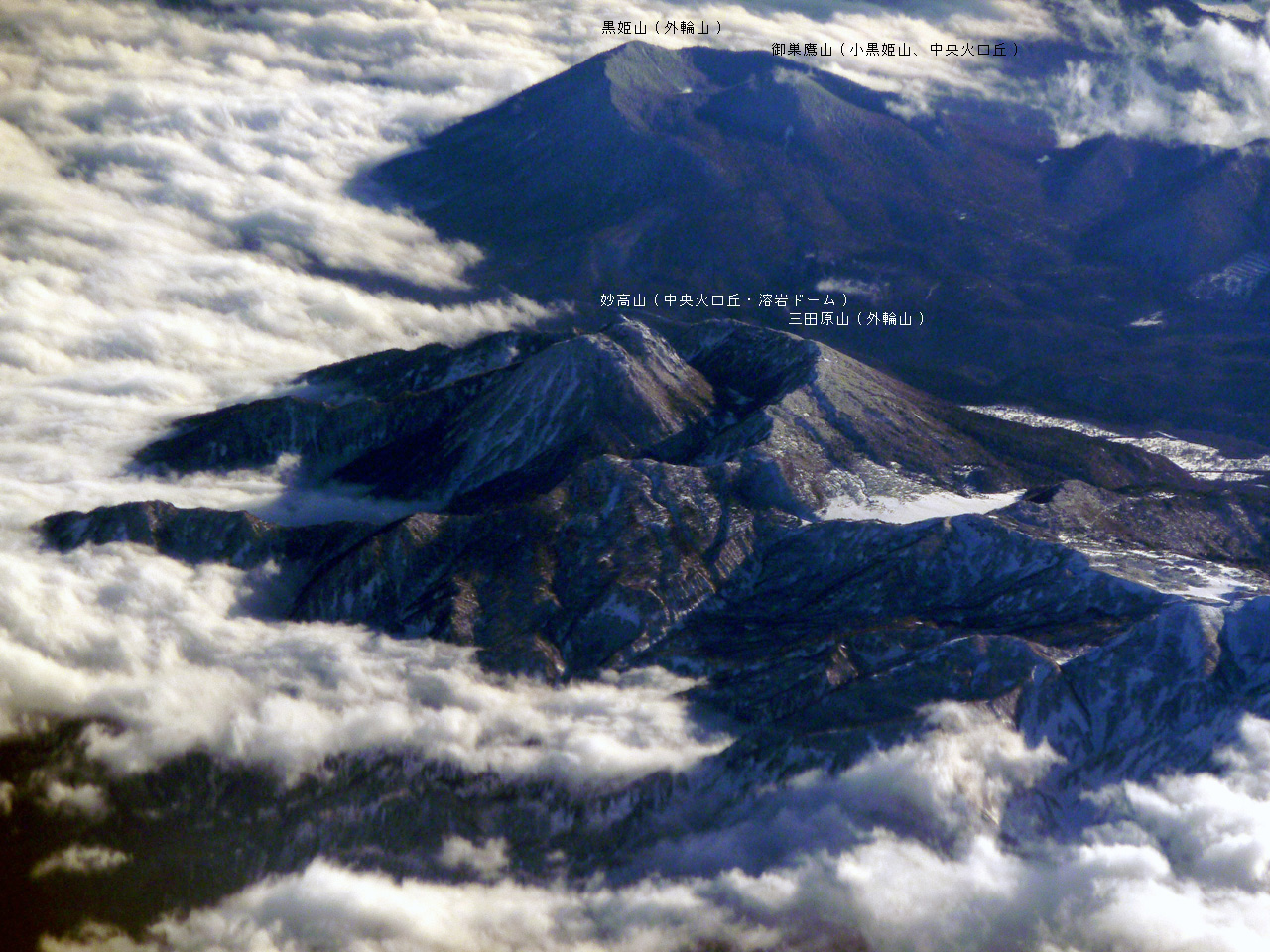
從高空拍攝的妙高山和黒姫山（日语：黒姫山）
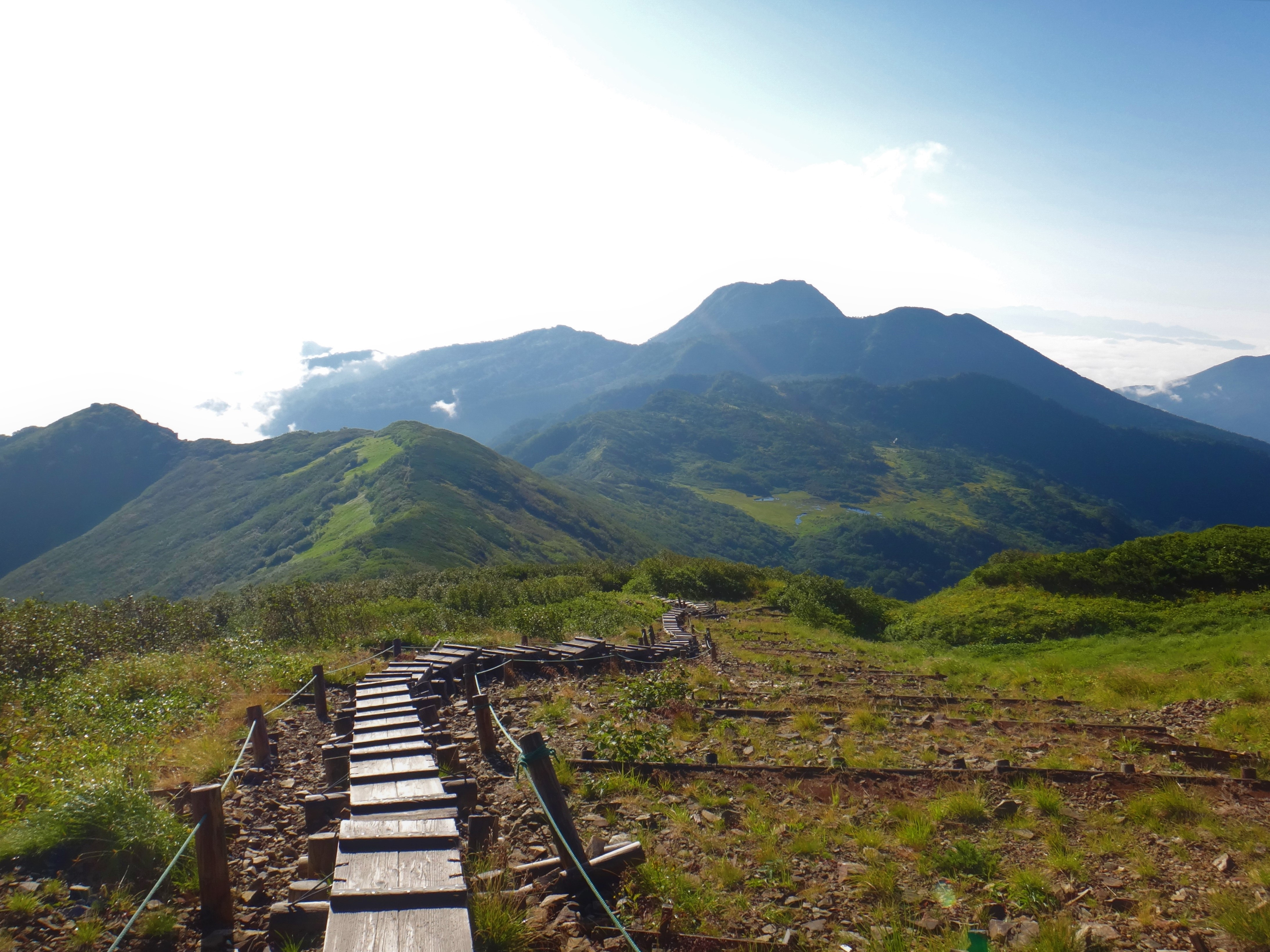
從火打山看到的妙高山
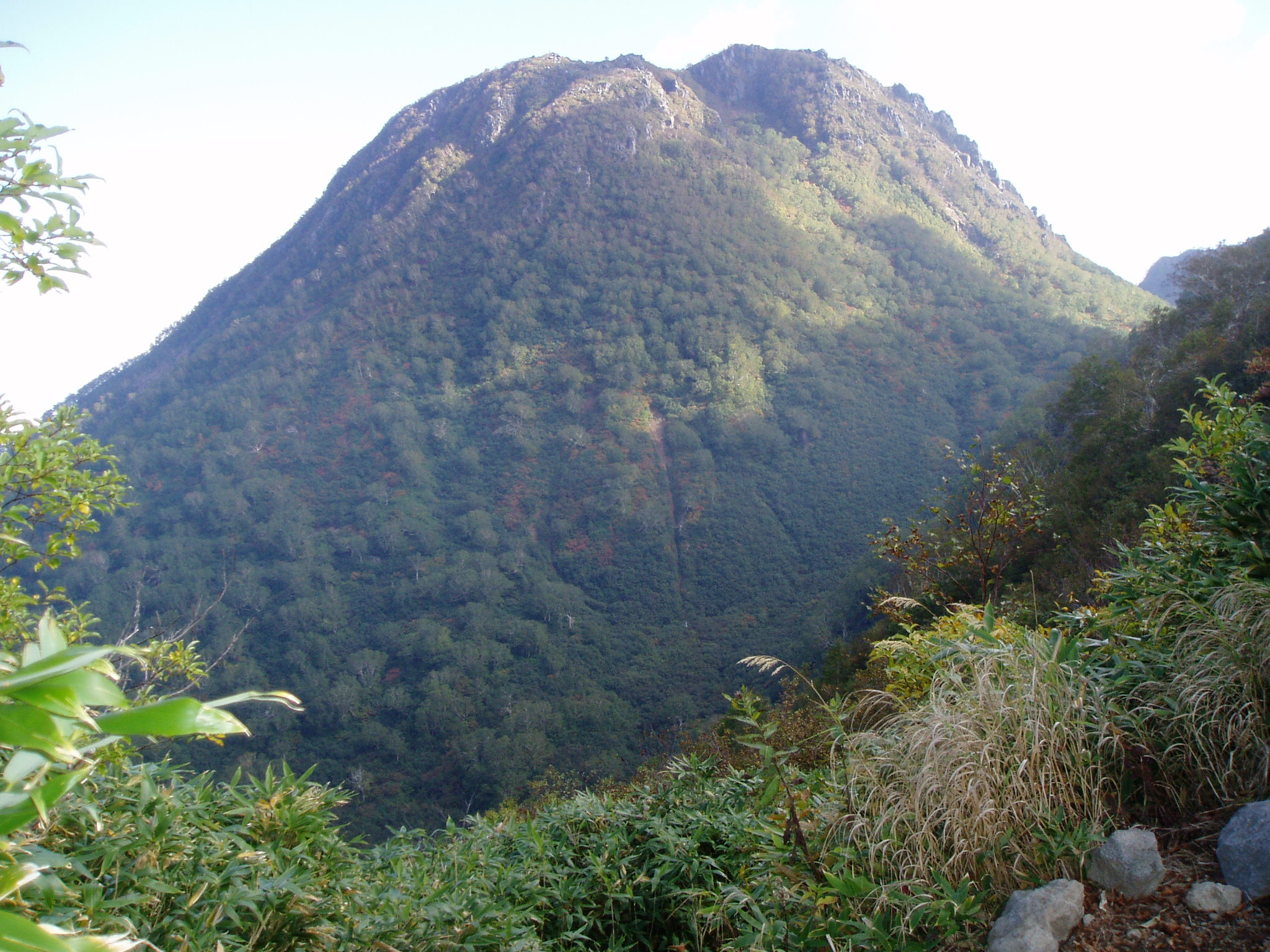
從西側見到妙高山的中央火口丘
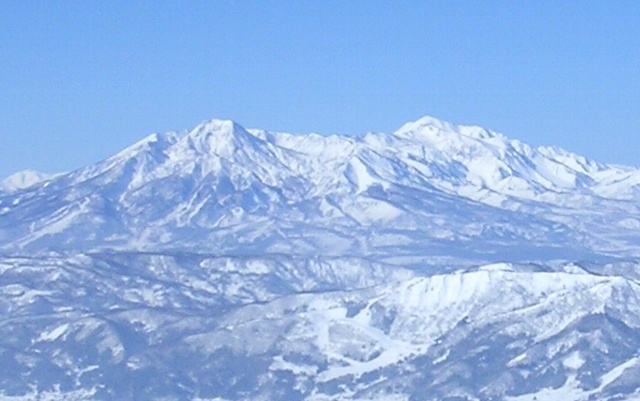
妙高山和火打山
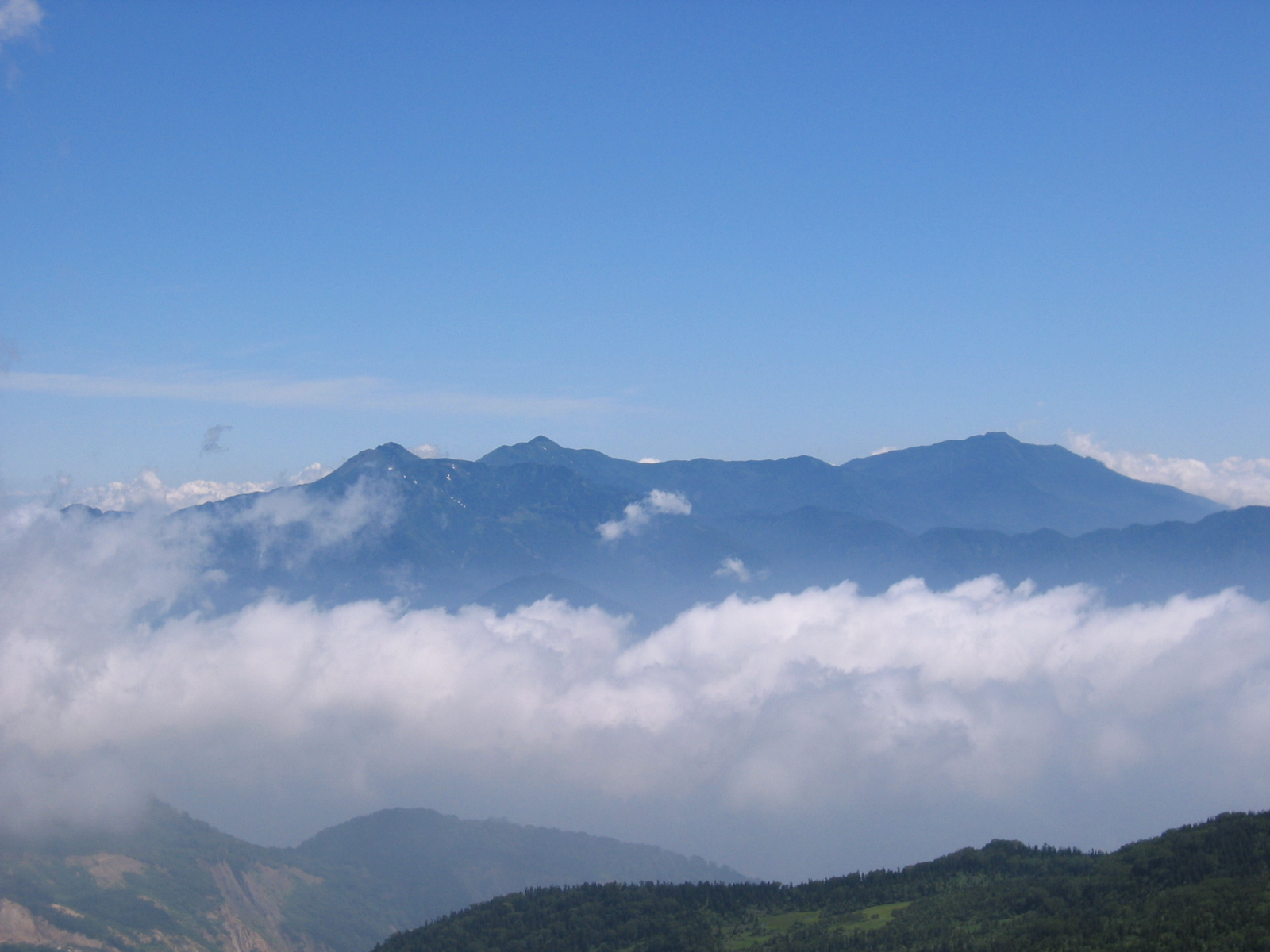
自白馬乘鞍岳（日语：白馬乗鞍岳）望向頸城山塊（日语：頸城山塊）
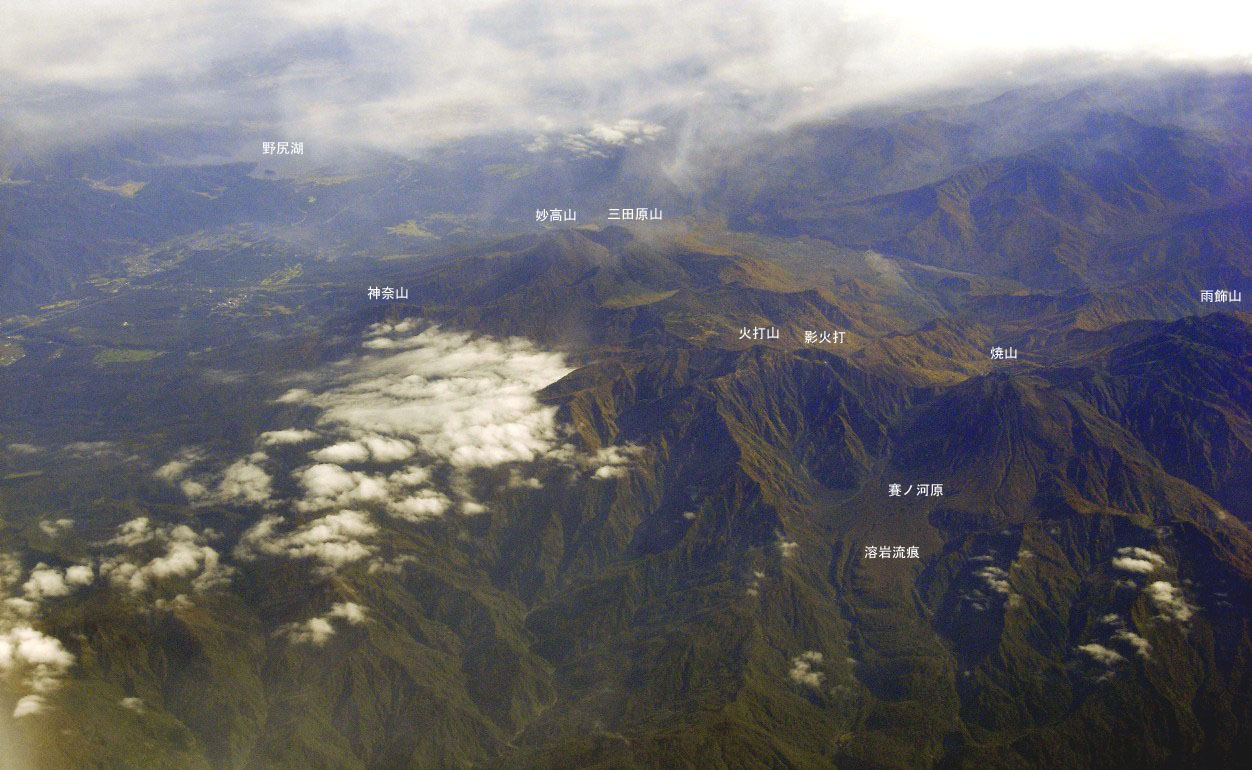
妙高山和頸城山塊（日语：頸城山塊）
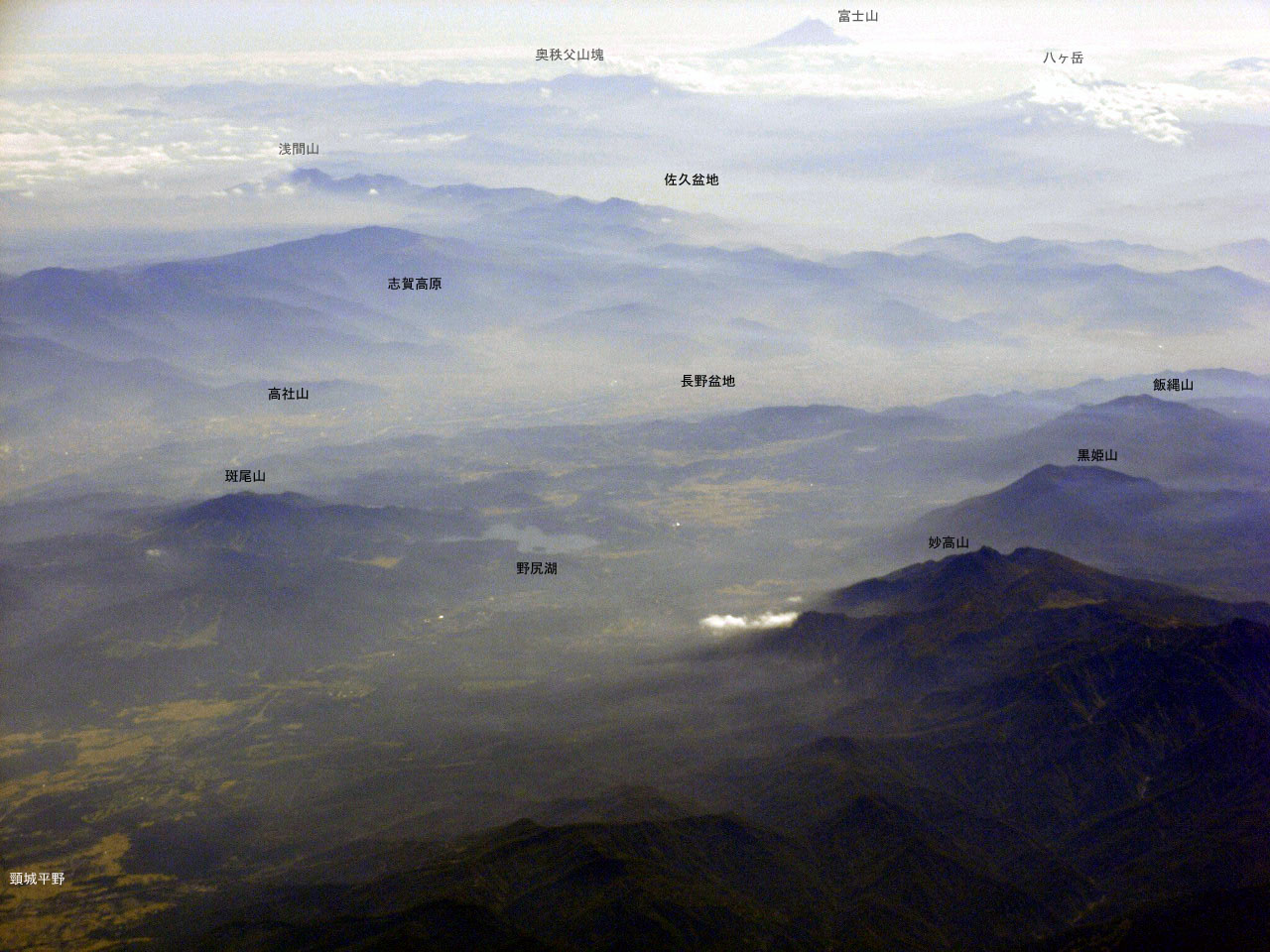
北方上空拍攝的妙高山
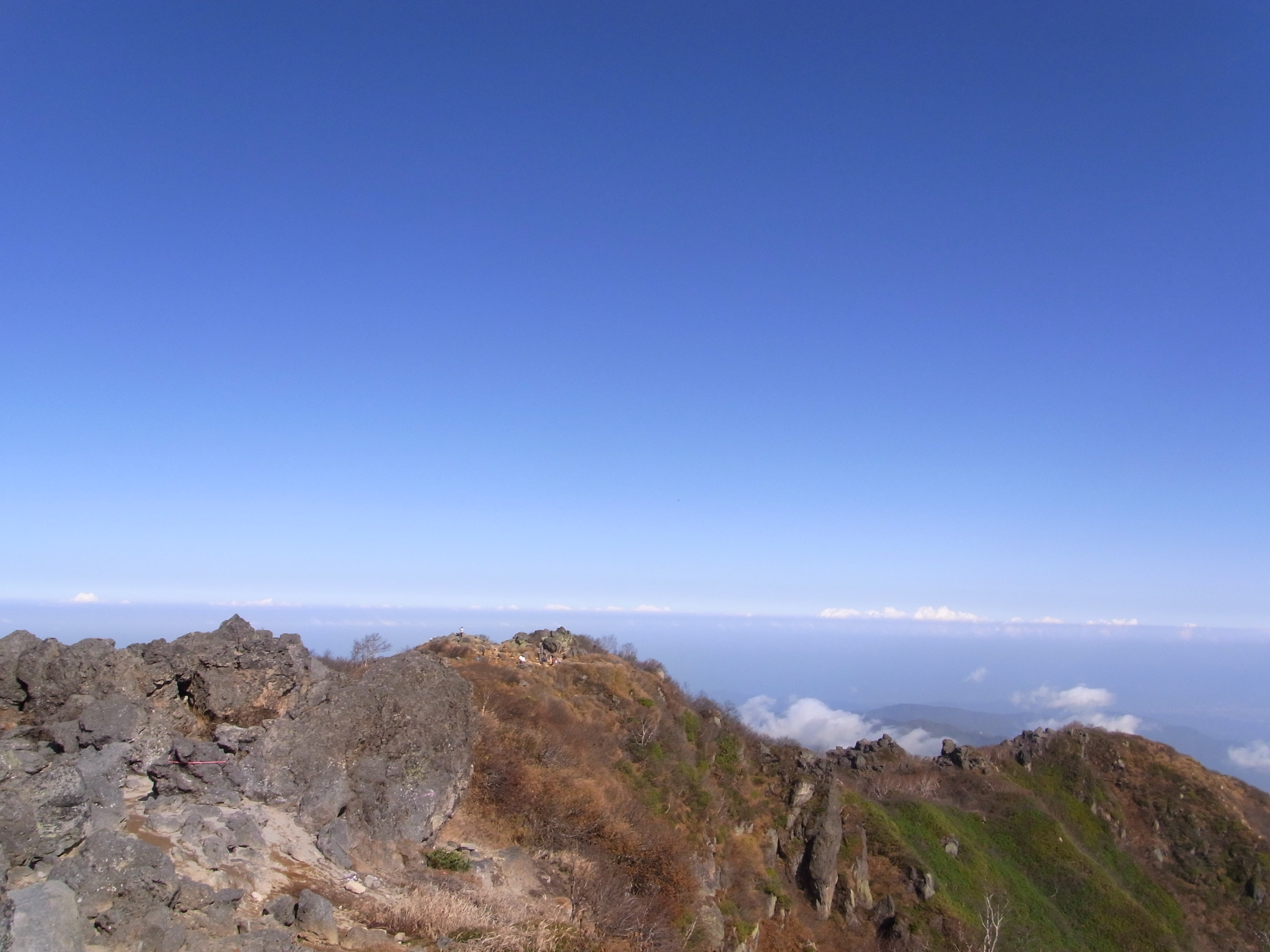
妙高山山頂

## 登山
可從燕溫泉或是從赤倉溫泉搭乘妙高天空纜車抵達登山口，約五個小時登頂，也可跟附近的火打山進行兩日縱走。

## 關連項目
- 鄉土富士
- 頸城山塊
- 日本百名山

## 外部連結
- 氣象庁|妙高山（新潟県）
- 國土地理院 地圖閲覧系統 2萬5千分1地形圖名：妙高山（页面存档备份，存于）
- 航空寫真地圖
- 登山地圖與時程 - 妙高市觀光局（页面存档备份，存于）